# 普雷沃朗日
普雷沃朗日（法語：Préveranges，法語發音：[pʁevʁɑ̃ʒ]）是法国谢尔省的一个市镇，位于该省最南部，也是整个中央-卢瓦尔河谷大区的最南端，属于圣阿芒蒙龙区。

## 地理
普雷沃朗日（46°25'57"N, 2°15'17"E）面积38.16 平方千米，位于法国中央-卢瓦尔河谷大区谢尔省，该省份为法国中部省份，北起卢瓦雷省，西接卢瓦-谢尔省和安德尔省，南至克勒兹省，东南接阿列省，东临涅夫勒省。
与普雷沃朗日接壤的市镇（或旧市镇、城区）包括：圣帕莱、圣普列斯特拉马什、圣萨蒂南、锡迪亚耶、圣马里安、圣皮耶尔莱博斯。
普雷沃朗日的时区为UTC+01:00、UTC+02:00（夏令时）。

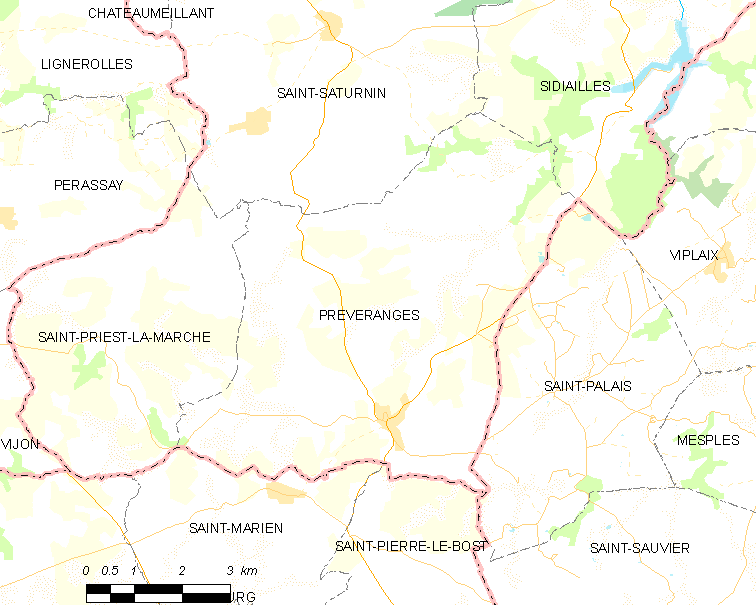
普雷沃朗日的OSM定位图

## 行政
普雷沃朗日的邮政编码为18370，INSEE市镇编码为18187。

## 政治
普雷沃朗日所属的省级选区为沙托梅扬县。

## 人口

1962-2008年间普雷沃朗日人口变化图示

普雷沃朗日于2022年1月1日时的人口数量为522人。